# تسهیم (رویان)

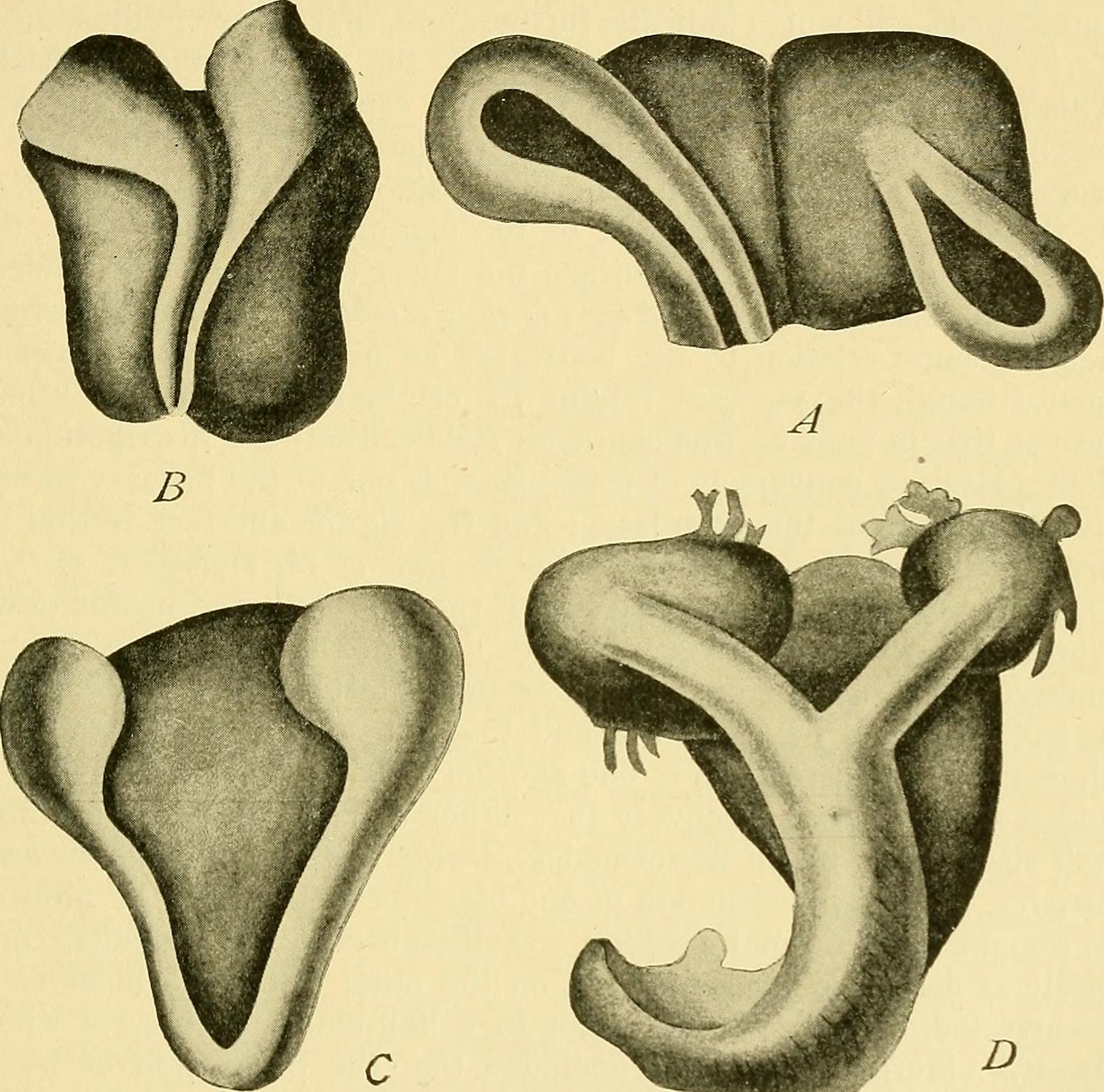
این تصویر از کتاب "سلول در توسعه و وراثت" تألیف ادموند بیچِر ویلسون (1902) مراحل مختلف تقسیم سلولی در جنین‌های مختلف را نشان می‌دهد، از جمله مراحل دو سلولی، چهار سلولی و هشت سلولی. این تحقیق به بررسی تأثیرات محیطی و سیتوپلاسمی بر فرآیند توسعه و شکل‌گیری سلول‌ها می‌پردازد.

در زیست‌شناسی تکوینی، تسهیم (به انگلیسی: Cleavage)، نوعی تقسیم سلولی در مراحل اولیه رویان است. این فرایند پس از لقاح رخ داده و انتقال از لقاح به تسهیم با فعال‌سازی کمپلکس کیناز وابسته به سیکلین راه اندازی می‌شود. زیگوت‌های بسیاری از گونه‌ها متحمل چرخه‌های سلولی سریعی شده و هیچ رشد کلی عمده‌ای نکرده و در نهایت خوشه‌ای از سلول‌هایی با اندازه‌های یکسان با زیگوت اصلی تولید می‌نمایند. سلول‌های متفاوتی که از تسهیم حاصل می‌آیند را بلاستومر نامیده که تشکیل توده ای به نام مورولا می‌دهند. تسهیم با تشکیل بلاستولا پایان می‌پذیرد.
تسهیم عمدتاً براساس مقدار زردهٔ تخم می‌تواند هولوبلاستیک (تسهیم کامل یا سراسری) یا مروبلاستیک (تسهیم جزئی) باشد. قطبی از تخم که بیشترین غلظت زرده را دارا باشد، به قطب نباتی معروف بوده در حالی که قطب مخالفش را قطب جانوری نامند.
فرق تسهیم با دیگر انواع تقسیم سلولی این است که در تسهیم، تعداد سلول‌ها و توده هسته‌ای افزایش پیدا می‌کند، درحالی که توده سیتوپلاسمی افزایش پیدا نمی‌کند. این بدان معناست که با هر زیر-تقسیم پیاپی، حدوداً نیمی از سیتوپلاسم در هر سمت سلول دختر قبل از تقسیم وجود دارد، و لذا نسبت مواد هسته‌ای به سیتوپلاسمی افزایش پیدا می‌کند.

## کتابشناسی
- Wilt, F.; Hake, S. (2004). Principles of Developmental Biology.
- Scott F. Gilbert (2003). Developmental Biology.
- Scott F. Gilbert (2016). Developmental Biology.

## مطالعه بیشتر
- Valentine, James W. (1997). "Cleavage Patterns and the Topology of the Metazoan Tree of Life". Proceedings of the National Academy of Sciences of the United States of America. 94 (15): 8001–5. Bibcode:1997PNAS...94.8001V. doi:10.1073/pnas.94.15.8001. PMC 21545. PMID 9223303.
- 'What are the 'advantages' of developing a deuterostome pattern of embryonic' on MadSci Network
- Lee, Seung-Cheol; Mietchen, Daniel; Cho, Jee-Hyun; Kim, Young-Sook; Kim, Cheolsu; Hong, Kwan Soo; Lee, Chulhyun; Kang, Dongmin; Lee, Wontae; Cheong, Chaejoon (2007). "In vivo magnetic resonance microscopy of differentiation in Xenopus laevis embryos from the first cleavage onwards". Differentiation. 75 (1): 84–92. doi:10.1111/j.1432-0436.2006.00114.x. PMID 17244024.